# Johann Ernst von Brabeck
Johann Ernst von Brabeck (* 1625; † 5. November 1690 in Haus Hemer) war Domherr in Münster.

## Leben

### Herkunft und Familie
Johann Ernst von Brabeck entstammte als Sohn des Westhoff von Brabeck (1535–1617) und dessen Gemahlin Anna Ursula von Landsberg zu Erwitte dem westfälischen Uradel. Seine Brüder Ludolf Walter (1623–1699) und Engelbert (1621–1693) waren Domherren in Münster und Hildesheim. Jobst Edmund (1619–1702) war Fürstbischof in Hildesheim.

### Wirken
Am 30. April 1655 wurde Johann Ernst für die Dompräbende des seines Amtes enthobenen Domdechanten Bernhard von Mallinckrodt präsentiert. Erst am 6. März 1662 legte er die päpstliche Zustimmung vor. Der Empfang der Niederen Weihen und die Subdiakonatsweihe fielen auf den 30. Mai 1665. Nach dem Tode des Domherrn Johann Dietrich Raitz von Frentz optierte er am 10. Dezember 1675 das Oblegium Roxel.
Johann Ernst starb nach langer Krankheit auf Haus Hemer. Seine Präbende fiel nach päpstlicher Zustimmung an Johann Karl von Sparr.